# Zálesí (Doubravice)
Zálesí (německy Sales) je malá vesnice, část obce Doubravice v okrese Trutnov. Nachází se asi 1,5 km na severovýchod od Doubravic. V roce 2009 zde bylo evidováno 19 adres. V roce 2001 zde trvale žilo 41 obyvatel.
Zálesí leží v katastrálním území Zálesí u Dvora Králové o rozloze 1,02 km2.

## Historie
První písemná zmínka o obci pochází z roku 1396.

## Pamětihodnosti
- Krucifix před čp. 11
- Hrob Obětí války 1866 před čp. 16